# Moïse de Camondo
Moïse de Camondo (Istanbul, 15 marzo 1860 – Parigi, 14 novembre 1935) è stato un banchiere italiano naturalizzato francese.
Fu un banchiere e collezionista d'arte di origine turca, fondatore del Museo Nissim de Camondo.

## Biografia
Il conte Moïse de Camondo proveniva da una famiglia ebraica sefardita turca, divenuta italiana e nobilitata dal re d'Italia nel 1867.

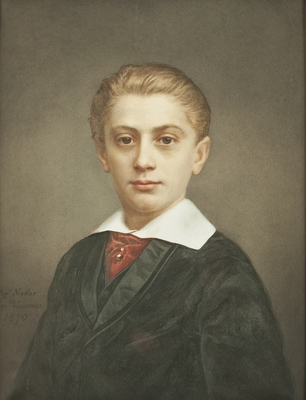
Ritratto infantile di Moïse de Camondo.

Egli giunse in Francia nel 1869, all'età di nove anni poiché suo padre, Nissim, e suo zio, Abraham-Behor, avevano deciso di sviluppare a Parigi le attività finanziarie create dalla famiglia Camondo nell'Impero ottomano.
La famiglia s’installò in rue de Monceau e Nissim acquistò dall'imprenditore Violet un hôtel particulier al n° 63 (descritto da Émile Zola come l'hôtel Saccard in La Curée). Questa dimora fu demolita da Moïse a eccezione delle dipendenze e suo fratello fece costruire il proprio edificio a fianco.
Finanziere abile e temuto, Nissim de Camondo faceva parte dei grandi investitori alla Borsa di Parigi verso la fine degli anni 1870, insieme alla famiglia Lebaudy, Louis Cahen d'Anvers ed Herman Hoskier. Quando fallì l'Union générale nel 1882, egli fece parte del piccolo gruppo di grandi finanzieri, con Louis Cahen d'Anvers, Rothschild e la Banque de Paris, che organizzarono il salvataggio delle banche coinvolte nella crisi, creando dei fondi speciali per venti milioni di franchi. Poi, fu uno dei fondatori della Compagnia francese delle miniere d'oro dell'Africa del Sud, nel 1895, al momento del boom minerario in quei paesi. Suo figlio Moïse divenne, come suo cugino Isaac, un collezionista famoso e nel medesimo tempo un importante finanziere.
Appassionato dell'arte francese del XVIII secolo, Moïse de Camondo, dopo la morte di sua madre, fece radere al suolo la dimora paterna per fare costruire un palazzo il cui stile e superficie si accordavano alla sua importante collezione di mobili, di quadri e di oggetti d'arte del XVIII secolo; la costruzione durò dal 1911 al 1914 e i lavori furono diretti dall'architetto René Sergent.

### Famiglia
Il 14 ottobre 1891 sposò Irène Cahen d'Anvers (1872–1963), figlia di Louis Cahen d'Anvers e di Louise de Morpurgo, « la cui residenza parigina (n.ro 2, rue de Bassano) era teatro dei ricevimenti più commentati»: essi possedevano il castello di Champs-sur-Marne, restaurato, ridecorato e riammobigliato a elevati costi, e la residenza di « La Jonchère » a Bougival.
La coppia, che si separò nel 1896, ebbe due figli, che continuarono ad abitare con il loro padre nel loro hôtel particulier nella rue Hamelin a Parigi dopo il divorzio, pronunciato l'8 gennaio 1902: un figlio, Nissim (23 agosto 1892 – 5 settembre 1917), con il nome come suo nonno, morto celibe, e Béatrice (9 luglio 1894 -1944), divenuta Mme Léon Reinach. Il 5 settembre 1917, Nissim, arruolatosi nell'Aeronautica Militare francese dall'inizio della Prima Guerra mondiale come fotografo aereo, trovò la morte a 25 anni, nel corso di un combattimento aereo della sua unità nel dipartimento della Meurthe e Mosella.
Questa scomparsa tragica determinò suo padre a lasciare in eredità il suo immobile e le sue collezioni all'Union centrale des arts décoratifs e, in questa prospettiva, egli non cessò, fino alla sua morte, avvenuta nel 1935, di arricchirla per costituire un insieme perfettamente rappresentativo dell'arte francese del XVIII secolo.

### Gli eredi

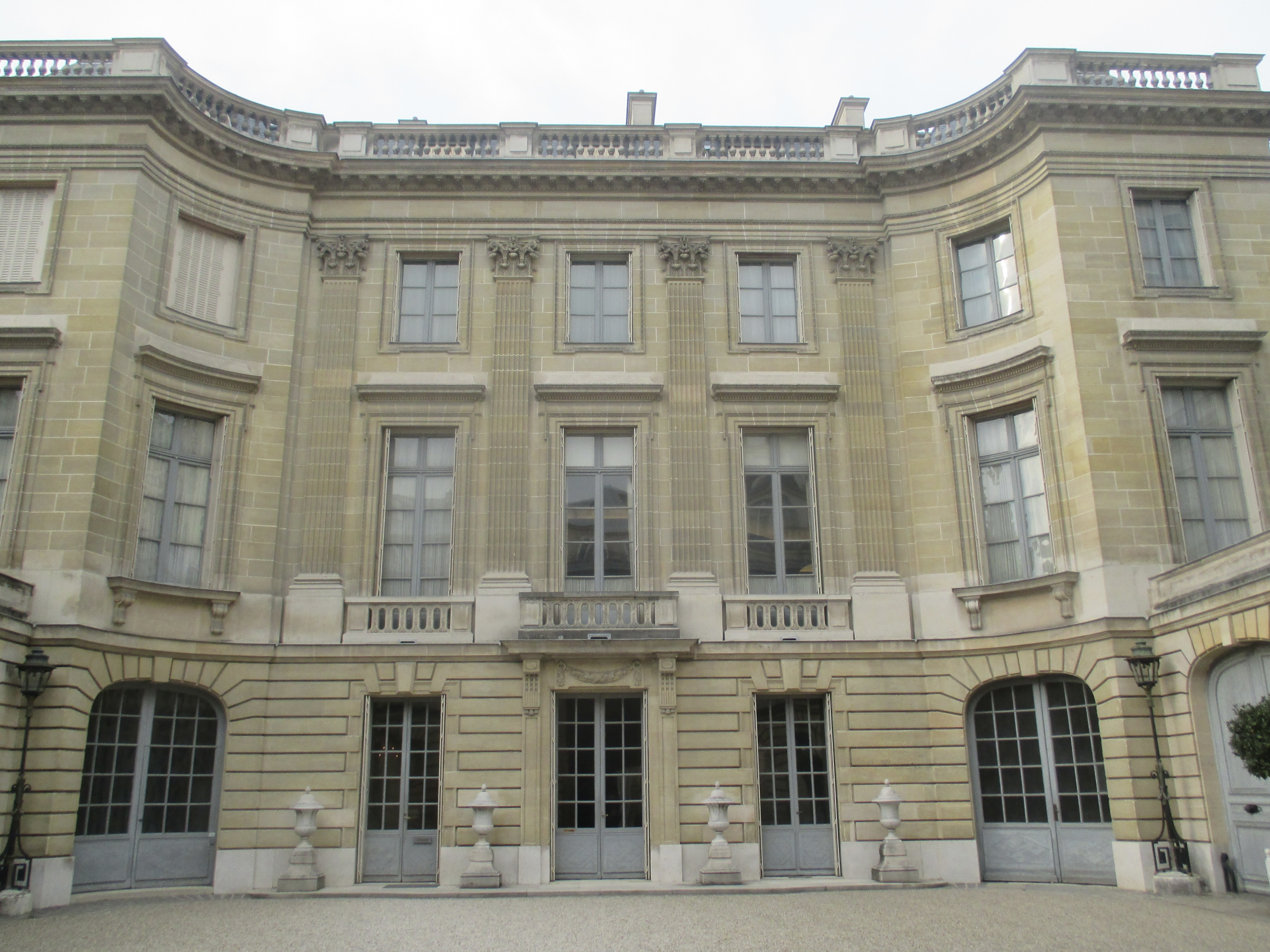
Hôtel Camondo, oggi Museo Nissim de Camondo.

Durante la guerra, i quattro membri della famiglia Reinach, unici eredi della fortuna Camondo, furono deportati ad Auschwitz e Birkenau (Polonia): il 5 dicembre 1942, sua figlia Beatrice e sua nipote Fanny (1920-1943) furono arrestate nel loro domicilio a Neuilly, e il 12 nell'Ariège, suo genero Léon Reinach (1893-1943) e suo figlio Bertrand (1923-1943) furono arrestati in seguito al tradimento del loro passatore, così « promessi al peggio dall'azione congiunta dei Tedeschi, che non li amavano, e dei Francesi, che non li amavano per nulla».
La Gestapo, perquisendo i fratelli Adolf ed Hermann-Joseph Reinach, s'impadronirono dei quadri, della biblioteca, dei manoscritti di Théodore Reinach e dei suoi archivi. Beatrice, incosciente del pericolo o presumendosi protetta dalle sue relazioni, rimase a Parigi dove, portando discretamente la sua stella gialla sul suo abito di cavallerizza, continuò a partecipare a dei concorsi ippici con ufficiali tedeschi.
Sua cugina germana Colette Cahen d'Anvers, contessa Armand de Dampierre (morta in deportazione) e sua zia Élisabeth Cahen d'Anvers, ex-contessa Jean de Forceville, poi ex-Mme Alfred Denfert-Rochereau - convertita al cattolicesimo dopo i cinquant'anni - furono arrestate e deportate: la prima saltò da un treno in corsa, ciò che la salvò, la seconda morì tra Drancy e Auschwitz.
La lettera di Georges Duhamel, segretario perpetuo dell'Académie française, presso Fernand de Brinon, ambasciatore di Francia presso i Tedeschi, al fine d'ottenere un addolcimento della loro sorte, tentò con una «mollemente trasmessa» nota del diplomatico presso la polizia tedesca, ma questo si rivelò inutile.
Abbandonati, i Camondo passarono molti mesi a Drancy, di dove furono condotti il 20 novembre 1943 e deportati con 1200 persone verso il campo di concentramento di Auschwitz, dove, dal loro arrivo il 25 novembre, 914 tra uomini e donne furono selezionati e gasati. Nel 1945, il convoglio n° 62 non contava che 29 sopravvissuti di cui solo due donne. Con essi si era estinta una famiglia che molto aveva donato alla Francia: il cugino di Moïse, Isaac de Camondo, morto senza eredi legittimi – ma che aveva avuto due figli naturali  – aveva in effetti offerto al Museo del Louvre i prestigiosi «lasciti Camondo», insieme eccezionale di mobili del XVIII secolo e di una cinquantina di dipinti dei maestri impressionisti (Degas, Monet, Morisot, Manet…) tra i quali il celebre pifferaio di Manet, come i Reinach avevano donato all'Institut de France la Villa Kérylos a Beaulieu-sur-Mer (Alpi Marittime).

### Il mausoleo familiare
Il mausoleo familiare al Cimitero di Montmartre a Parigi porta questa targa in memoria dei quattro deportati: «Morti per la Francia nel 1943 e 1944», ma non figura nell'«Indice delle celebrità» all'ingresso del cimitero; solo una targa sotto la porta carraia del Museo Nissim de Camondo rammenta ai visitatori questi destini tragici.

## La Petite Fille au ruban bleu, dipinto rubato
Durante queste ore tragiche, Irène Cahen d'Anvers (1872-1963), ex-contessa Moïse de Camondo poi ex-contessa Charles Sampieri, doppiamente protetta da un'eventuale denuncia per la sua tardiva conversione al cattolicesimo e il patronimico italiano del suo secondo marito, sfuggì alla sorte della sua famiglia, vivendo con discrezione quattro anni in un appartamento parigino.
Durante l'estate 1946, ella riconobbe in un'esposizione di opere d'arte ritrovate in Germania, il suo ritratto d'infanzia di Auguste Renoir, chiamato dagli intenditori La Petite Fille au ruban bleu (La bambina con il nastro azzurro), quadro ordinato al pittore dai suoi genitori nel 1880.
Durante l'Occupazione, questa tela era stata compresa in un lotto preteso da Goering al fine di scambiarlo con altre opere, nonostante le proteste scritte di Reinach che richiedeva la restituzione di questi beni mobili, e di Jacques Jaujard, direttore dei Musei Nazionali.
Questa tela fu in seguito negoziata dal mercante Walter Feuz per conto di Emil Georg Bührle, industriale di origine tedesca naturalizzato svizzero nel 1937, a capo della società Oerlikon, fornitrice della Wehrmacht, che acquistò una dozzina di opere così confiscate. Irène Sampieri ottenne la restituzione del suo ritratto e lo vendette in seguito a un gallerista parigino che lo cedette a… Emil Bührle. Unica erede di sua figlia, ella entrò in possesso della fortuna dei Camondo che dilapidò prima di morire all'età di 91 anni.

## Residenze
- Fino al 1914: rue Hamelin (XVI arrondissement di Parigi).
- 1914-1935: Hôtel particulier al 63 della rue de Monceau (VIII arrondissement di Parigi).
- "Villa Béatrice " ad Aumont-en-Halatte[9].